# Введенский, Иван Георгиевич
Ива́н Гео́ргиевич Введе́нский (1825, Ардатов, Нижегородская губерния — 23 февраля [7 марта] 1908) — священник Русской православной церкви, настоятель Знаменского собора в Ардатове, почётный гражданин Ардатова.

## Биография
Родился в 1825 году в городе Ардатове Нижегородской губернии в семье пономаря. В 1848 году окончил с дипломом 2-го разряда Нижегородскую духовную семинарию, после чего работал учителем в Нижегородском духовно-приходском училище. С 1850 года — учитель 2-го класса по греческому языку, русской и славянской грамматике там же, с 1852 года — инспектор. С 1853 года — настоятель Ардатовского Знаменского собора. В 1880 году стал почётным гражданином Ардатова. Скончался 23 февраля (7 марта) 1908 года, похоронен на Всехсвятском кладбище в Арзамасе.

## Награды
Иван Георгиевич Введенский имел следующие церковные и государственные награды:
- 1861 — Набедренник.
- 1864 — Фиолетовая скуфья.
- 1855 — Наперсный крест «В память войны 1853—1856».
- 1874 — Бархатная фиолетовая камилавка.